# Bergkirchen
Bergkirchen è un comune tedesco di 7 098 abitanti, situato nel land della Baviera.